# Boerenknoopje
Het boerenknoopje (Discus rotundatus) is een slakkensoort uit de familie van de Discidae. De wetenschappelijke naam van de soort werd in 1774 voor het eerst geldig gepubliceerd door Otto Friedrich Müller.

## Kenmerken
Het slakkenhuisje is zeer plat-conisch tot bijna schijfvormig en meet 5,5 tot 7 mm in diameter en 2,4 tot 2,8 mm hoog in het volwassen stadium. De 5,5 tot 6 bolle windingen nemen langzaam toe en hebben een stompe afgeronde duidelijke rand aan de omtrek. De navel is opvallend wijd en diep en neemt meer dan een derde van de totale diameter in beslag. De mond staat schuin ten opzichte van de windingas en is regelmatig transversaal elliptisch in omtrek. De mondrand is recht, scherp tot slechts licht afgestompt.
De schelpen zijn geelbruin van kleur. Roodbruine vlekken zijn min of meer regelmatig verdeeld over de windingen. Het oppervlak is sterk en regelmatig geribbeld. Er zijn ook zeldzame vormen met een witachtige of lichtgroene schaal, inclusief exemplaren zonder vlekken. Bij dieren uit centraal-Europa is het zachte lichaam aan de bovenzijde blauwachtig, de voet onder de tentakels grijswit. In Zuid-Europa daarentegen zijn de dieren meer blauwzwart.

### Vergelijkbare soorten
Discus perspectivus is veel duidelijker gekield en de navel is nog breder in verhouding tot de breedte van het huisje. Bovendien is het huisje van dit type nog platter. Met 4 tot 4½ windingen heeft Discus ruderatus beduidend minder windingen, de mond is afgerond en ook het vlekkenpatroon ontbreekt. 

## Verspreiding en leefgebied
Het boerenknoopje komt in bijna heel Europa voor. In Scandinavië is het beperkt tot het zuiden en de kustgebieden. Ook in Finland is de soort beperkt tot de kustgebieden van het uiterste zuiden. Het is afwezig in het uiterste zuiden van het Iberisch Schiereiland. Het wordt ook gevonden op de mid-Atlantische eilanden. In 2003 werd ook bewijsmateriaal gepubliceerd in Turkije. Het bewijs wordt verklaard door menselijke overdracht. Het wordt ook gevonden op de Krim. Ook uit de Verenigde Staten en Canada zijn er al aanwijzingen voor de soort die zeker terug te voeren zijn op overdracht.
Het boerenknoopje leeft op vochtige, schaduwrijke en beschutte plaatsen in het bos, onder strooisel, dood hout of stenen, maar ook in tuinen, muren, begraafplaatsen, vuilnishopen en weilanden, zelfs in grotten. In Zwitserland werd het gevonden op hoogtes tot 2700 m. De dieren voeden zich met humus, schimmels, algen, maar ook met verse planten en minder vaak aas (dode insecten). De soort is onverschillig voor steen.